# République centrafricaine aux Jeux olympiques d'été de 2016
La République centrafricaine participe aux Jeux olympiques d'été de 2016 à Rio de Janeiro au Brésil du 5 août au 21 août. Il s'agit de sa 10e participation à des Jeux d'été. La nageuse Chloé Sauvourel est désignée porte-drapeau.

## Athlétisme
Francky Mbotto et Elisabeth Mandaba représentent la Centrafrique sur 800 mètres.
Courses
| Athlète           | Épreuve        | Séries        | Séries | Demi-finales | Demi-finales | Finale  | Finale  |
| Athlète           | Épreuve        | Temps         | Rang   | Temps        | Rang         | Temps   | Rang    |
| ----------------- | -------------- | ------------- | ------ | ------------ | ------------ | ------- | ------- |
| Francky Mbotto    | 800 m masculin | 1 min 52 s 97 | 52e    | Éliminé      | Éliminé      | Éliminé | Éliminé |
| Elisabeth Mandaba | 800 m féminin  | 2 min 11 s 70 | 60e    | Éliminé      | Éliminé      | Éliminé | Éliminé |

## Boxe
Judith Mbougnade perd son combat du premier tour par KO face à la colombienne Ingrit Valencia, future médaillée de bronze.
| Athlète          | Catégorie        | 8e de finale                  | Quart de finale     | Demi finale         | Finale              | Finale   |
| Athlète          | Catégorie        | Adversaire Résultat           | Adversaire Résultat | Adversaire Résultat | Adversaire Résultat | Rang     |
| ---------------- | ---------------- | ----------------------------- | ------------------- | ------------------- | ------------------- | -------- |
| Judith Mbougnade | Mouches (-51 kg) | Battue par Ingrit Valencia KO | Éliminée            | Éliminée            | Éliminée            | Éliminée |

## Natation
La république centrafricaine reçoit des invitations pour envoyer deux nageurs aux Jeux. Christian Nassif et Chloé Sauvourel sont sélectionnés sur 50 m nage libre.
| Athlète          | Épreuve                | Séries  | Séries | Demi-finales | Demi-finales | Finale   | Finale   |
| Athlète          | Épreuve                | Temps   | Rang   | Temps        | Rang         | Temps    | Rang     |
| ---------------- | ---------------------- | ------- | ------ | ------------ | ------------ | -------- | -------- |
| Christian Nassif | 50 m nage libre hommes | 30 s 00 | 84e    | Éliminé      | Éliminé      | Éliminé  | Éliminé  |
| Chloé Sauvourel  | 50 m nage libre femmes | 37 s 15 | 85e    | Éliminée     | Éliminée     | Éliminée | Éliminée |

## Taekwondo
David Boui participe aux épreuves de taekwondo. Il abandonne au cours de son premier combat face au sud-coréen Lee Dae-hoon, futur médaillé de bronze.
| Athlète    | Compétition   | Huitièmes de finale  | Quarts de finale    | Demi-finales        | Repêchage 1         | Repêchage 2         | Finale              | Finale  |
| Athlète    | Compétition   | Adversaire Résultat  | Adversaire Résultat | Adversaire Résultat | Adversaire Résultat | Adversaire Résultat | Adversaire Résultat | Rang    |
| ---------- | ------------- | -------------------- | ------------------- | ------------------- | ------------------- | ------------------- | ------------------- | ------- |
| David Boui | -68 kg hommes | Lee Dae-hoon Abandon | Élimine             | Élimine             | Élimine             | Élimine             | Élimine             | Élimine |